# Bessède-de-Sault
Pour les articles homonymes, voir Sault.
Bessède-de-Sault  (en occitan Beceda) est une commune française, située dans le Sud-Ouest du département de l'Aude en région Occitanie.
Sur le plan historique et culturel, la commune fait partie du Pays de Sault, un plateau situé entre 990 et 1 310 mètres d'altitude fortement boisé. Exposée à un climat océanique altéré, elle est drainée par l'Aude et par divers autres petits cours d'eau. La commune possède un patrimoine naturel remarquable : trois sites Natura 2000 (le « pays de Sault », le « bassin du Rebenty » et la « haute Vallée de l'Aude et Bassin de l'Aiguette ») et six zones naturelles d'intérêt écologique, faunistique et floristique.
Bessède-de-Sault est une commune rurale qui compte 57 habitants en 2022, après avoir connu un pic de population de 506 habitants en 1836. Ses habitants sont appelés les Bessedois ou Bessedoises.

## Géographie

### Localisation
Bessède-de-Sault est une commune située dans le pays de Sault.

### Communes limitrophes
| Joucou      | Marsa            |                    |
| Aunat       | Bessède-de-Sault | Le Clat            |
| Escouloubre | Le Bousquet      | Roquefort-de-Sault |

### Géologie et relief
Bessède-de-Sault se situe en zone de sismicité 3 (sismicité modérée).

### Hydrographie
La commune est dans la région hydrographique « Côtiers méditerranéens », au sein du bassin hydrographique Rhône-Méditerranée-Corse. Elle est drainée par l'Aude, le ruisseau de Grébi, le ruisseau de la Rouminguière, le ruisseau d'en Mathieu, le ruisseau de Sérignière, le ruisseau du Bazel et le ruisseau du Bernet, constituant un réseau hydrographique de 13 km de longueur totale,.
L'Aude, d'une longueur totale de 223,59 km, prend sa source dans la commune des Les Angles et s'écoule du sud vers le nord. Il traverse la commune et se jette dans le golfe du Lion à Fleury, après avoir traversé 73 communes.

### Climat
Pour des articles plus généraux, voir Climat de l'Occitanie et Climat de l'Aude.
En 2010, le climat de la commune est de type climat océanique altéré, selon une étude s'appuyant sur une série de données couvrant la période 1971-2000. En 2020, Météo-France publie une typologie des climats de la France métropolitaine dans laquelle la commune est exposée à un climat de montagne ou de marges de montagne et est dans la région climatique Pyrénées orientales, caractérisée par une faible pluviométrie, un très bon ensoleillement (2 600 h/an), un air sec, particulièrement en hiver et peu de brouillards.
Pour la période 1971-2000, la température annuelle moyenne est de 9,9 °C, avec une amplitude thermique annuelle de 14,8 °C. Le cumul annuel moyen de précipitations est de 985 mm, avec 9,6 jours de précipitations en janvier et 6,3 jours en juillet. Pour la période 1991-2020, la température moyenne annuelle observée sur la station météorologique la plus proche, située sur la commune de Belcaire à 14 km à vol d'oiseau, est de 9,8 °C et le cumul annuel moyen de précipitations est de 1 032,4 mm,. Pour l'avenir, les paramètres climatiques de la commune estimés pour 2050 selon différents scénarios d'émission de gaz à effet de serre sont consultables sur un site dédié publié par Météo-France en novembre 2022.

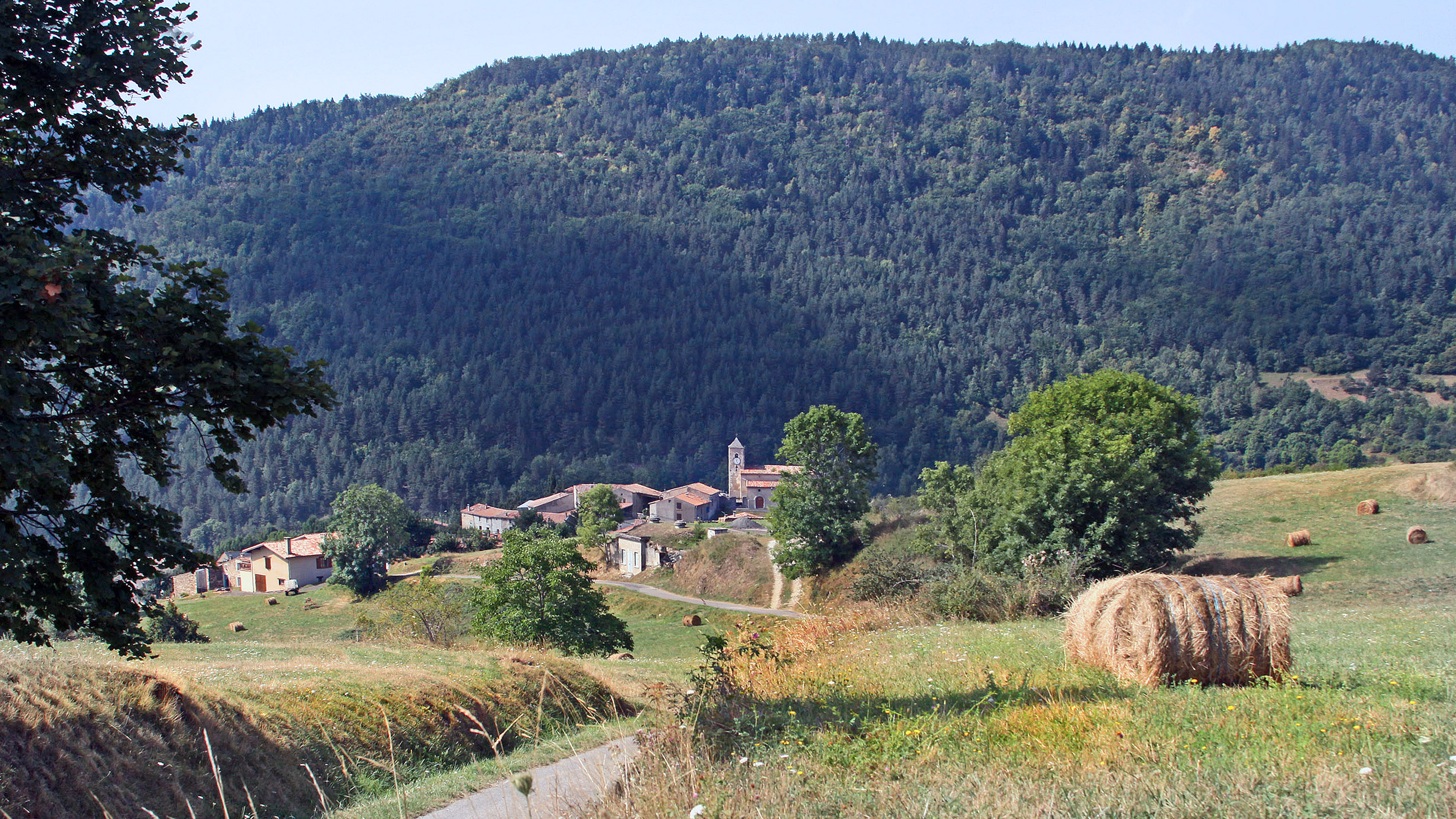
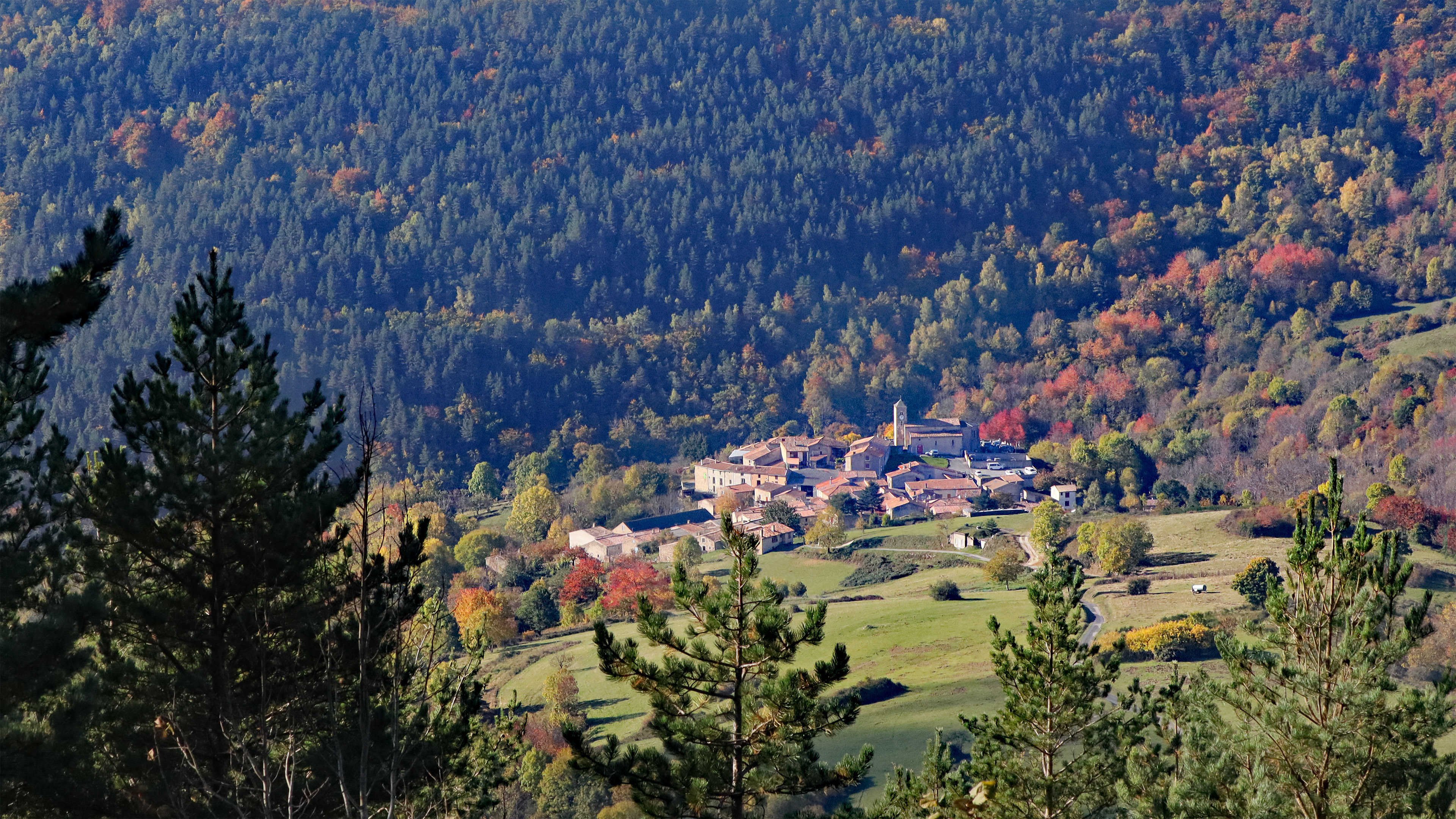
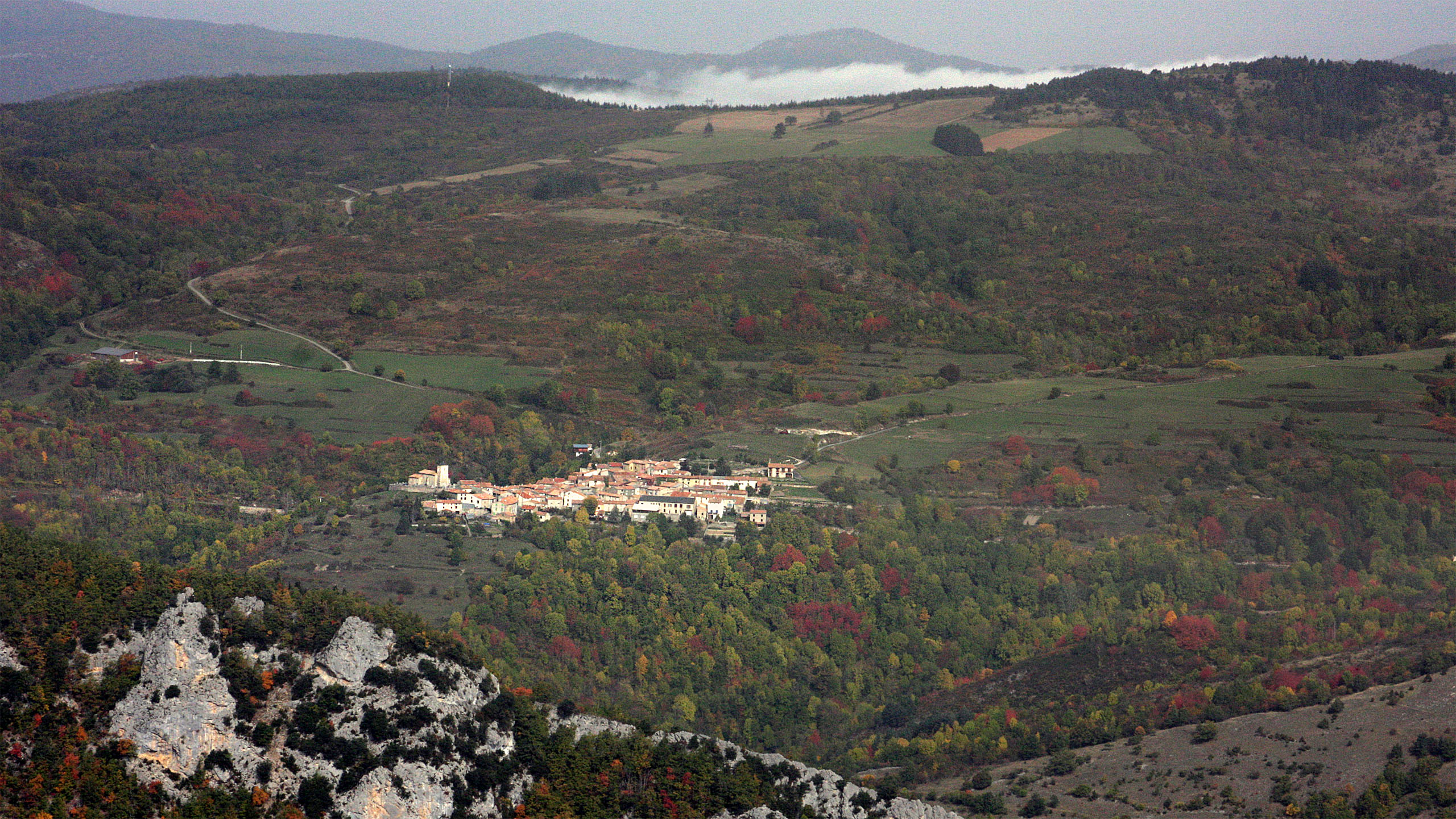
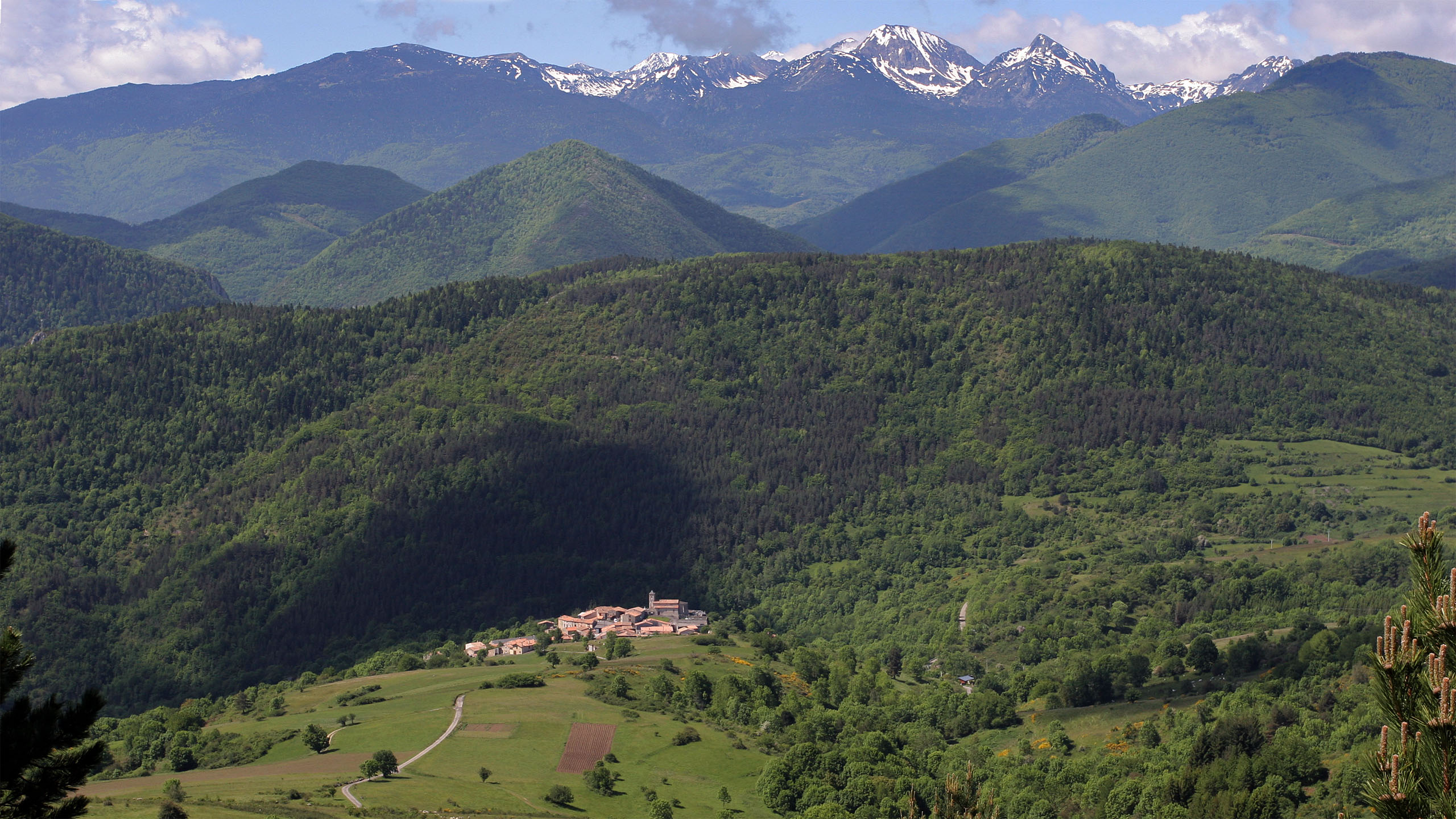

### Milieux naturels et biodiversité

#### Réseau Natura 2000

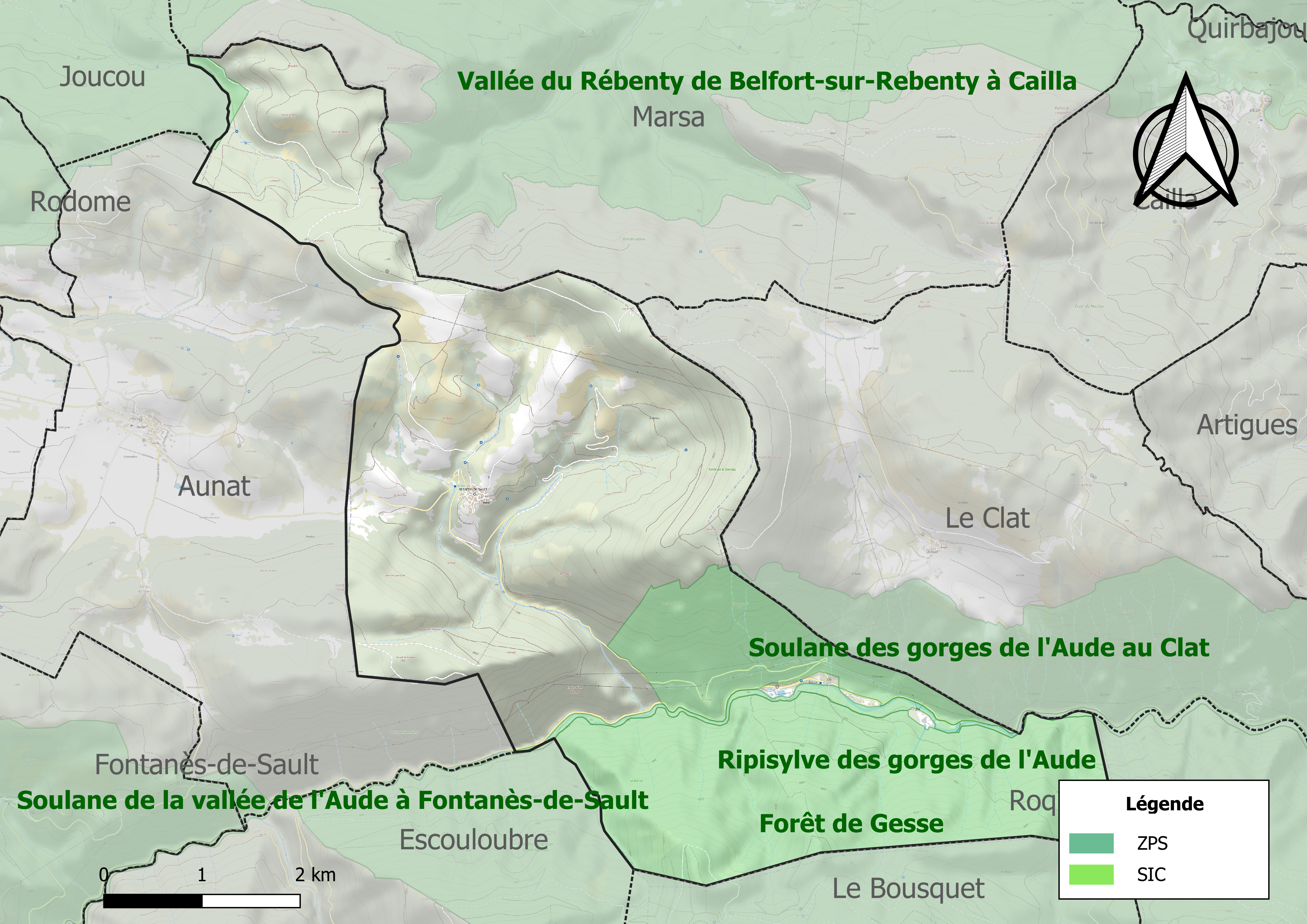
Sites Natura 2000 sur le territoire communal.

Le réseau Natura 2000 est un réseau écologique européen de sites naturels d'intérêt écologique élaboré à partir des directives habitats et oiseaux, constitué de zones spéciales de conservation (ZSC) et de zones de protection spéciale (ZPS). Deux sites Natura 2000 ont été définis sur la commune au titre de la directive habitats :
- le « bassin du Rebenty », d'une superficie de 8 567 ha, qui offre une palette d'habitats naturels sur une grande gamme altitudinale et climatique et sur des substrats variés (calcaires, marnes, schistes). En particulier, on y rencontre de belles pinèdes de pins à crochets sur sol acide. La rivière héberge des espèces aquatiques (Chabot commun et Barbeau méridional, Écrevisse à pattes blanches) et mammifères (Desman des Pyrénées)[15] ;
- la « haute Vallée de l'Aude et Bassin de l'Aiguette », d'une superficie de 17 055 ha, particulièrement intéressant pour ses milieux aquatiques. Il comprend des populations de Desmans des Pyrénées, Barbeau méridional, d'Écrevisse à pattes blanches ainsi que des chabots[16] ;

et un au titre de la directive oiseaux : 
- le « pays de Sault », d'une superficie de 71 499 ha, présentant une grande diversité d'habitats pour les oiseaux. On y rencontre donc aussi bien les diverses espèces de rapaces rupestres, en particulier les vautours dont les populations sont en augmentation, que les passereaux des milieux ouverts (bruant ortolan, alouette lulu) et des espèces forestières comme le pic noir[17].

#### Zones naturelles d'intérêt écologique, faunistique et floristique
L’inventaire des zones naturelles d'intérêt écologique, faunistique et floristique (ZNIEFF) a pour objectif de réaliser une couverture des zones les plus intéressantes sur le plan écologique, essentiellement dans la perspective d’améliorer la connaissance du patrimoine naturel national et de fournir aux différents décideurs un outil d’aide à la prise en compte de l’environnement dans l’aménagement du territoire. Trois ZNIEFF de type 1 sont recensées sur la commune :
- la « forêt de Gesse » (1 797 ha), couvrant 5 communes du département[19] ;
- la « ripisylve des gorges de l'Aude » (88 ha), couvrant 9 communes du département[20] ;
- la « soulane des gorges de l'Aude au Clat » (503 ha), couvrant 3 communes du département[21] ;

et trois ZNIEFF de type 2, : 
- les « gorges de l'Aude et de l'Aiguette » (5 612 ha), couvrant 10 communes du département[22] ;
- le « petit plateau de Sault » (5 054 ha), couvrant 11 communes du département[23] ;
- la « vallée du Rébenty » (5 661 ha), couvrant 14 communes du département[24].

Carte des ZNIEFF de type 1 et 2 à Bessède-de-Sault.
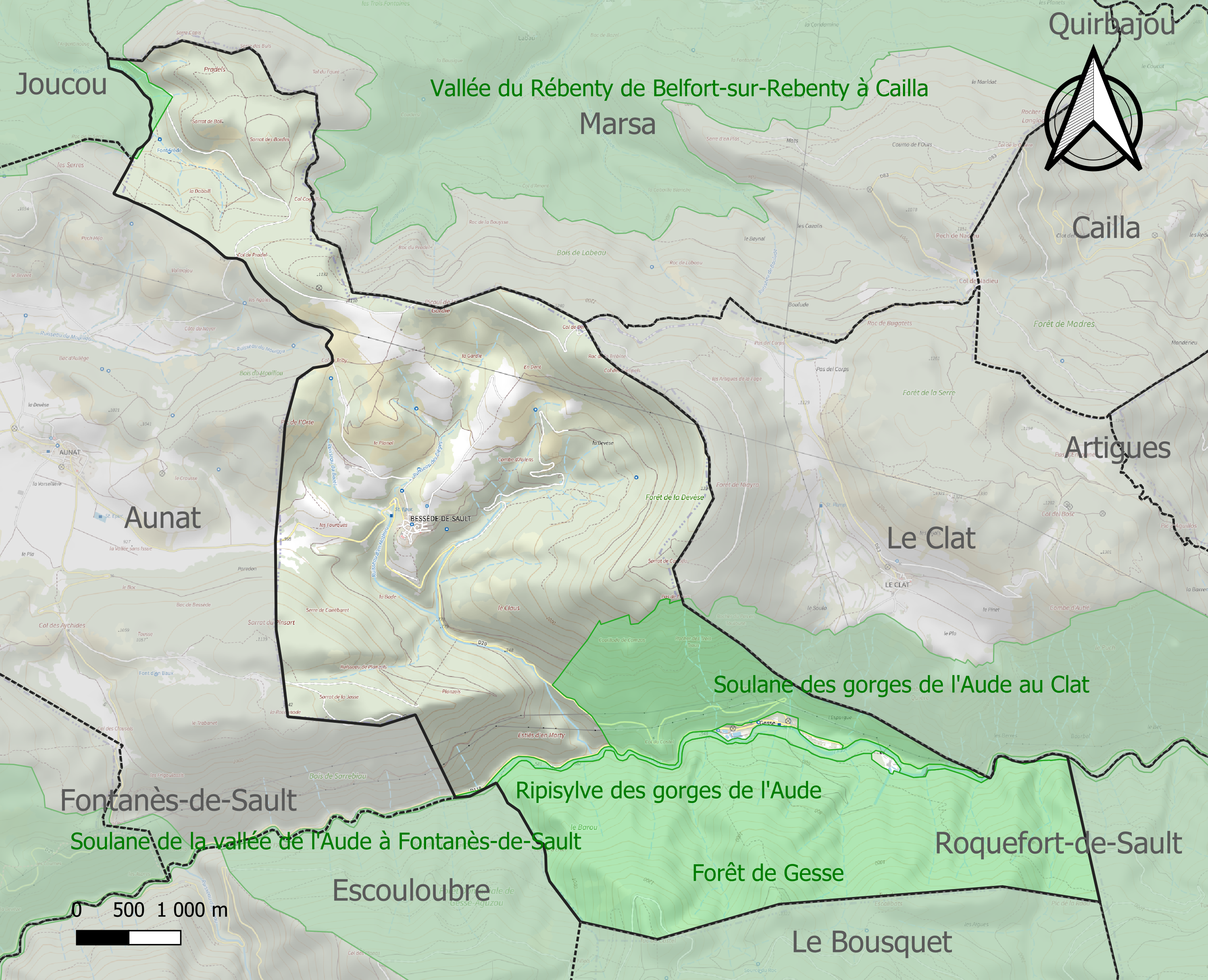
Carte des ZNIEFF de type 1 sur la commune.
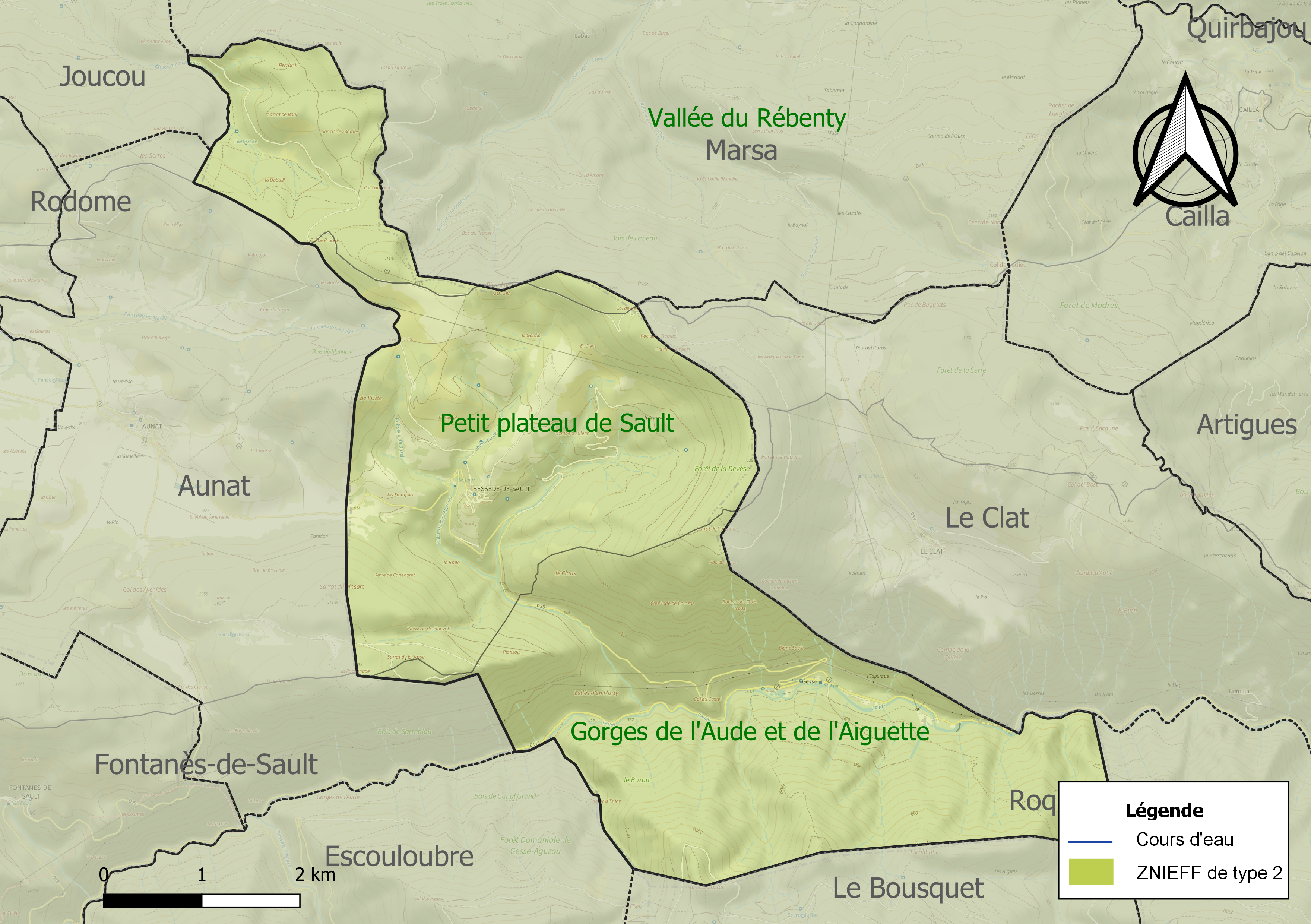
Carte des ZNIEFF de type 2 sur la commune.

## Urbanisme

### Typologie
Au 1er janvier 2024, Bessède-de-Sault est catégorisée commune rurale à habitat très dispersé, selon la nouvelle grille communale de densité à 7 niveaux définie par l'Insee en 2022.
Elle est située hors unité urbaine et hors attraction des villes,.

### Occupation des sols
L'occupation des sols de la commune, telle qu'elle ressort de la base de données européenne d’occupation biophysique des sols Corine Land Cover (CLC), est marquée par l'importance des forêts et milieux semi-naturels (98,1 % en 2018), une proportion identique à celle de 1990 (98,1 %). La répartition détaillée en 2018 est la suivante : forêts (68,9 %), milieux à végétation arbustive et/ou herbacée (27,4 %), zones agricoles hétérogènes (1,9 %), espaces ouverts, sans ou avec peu de végétation (1,8 %). L'évolution de l’occupation des sols de la commune et de ses infrastructures peut être observée sur les différentes représentations cartographiques du territoire : la carte de Cassini (XVIIIe siècle), la carte d'état-major (1820-1866) et les cartes ou photos aériennes de l'IGN pour la période actuelle (1950 à aujourd'hui).

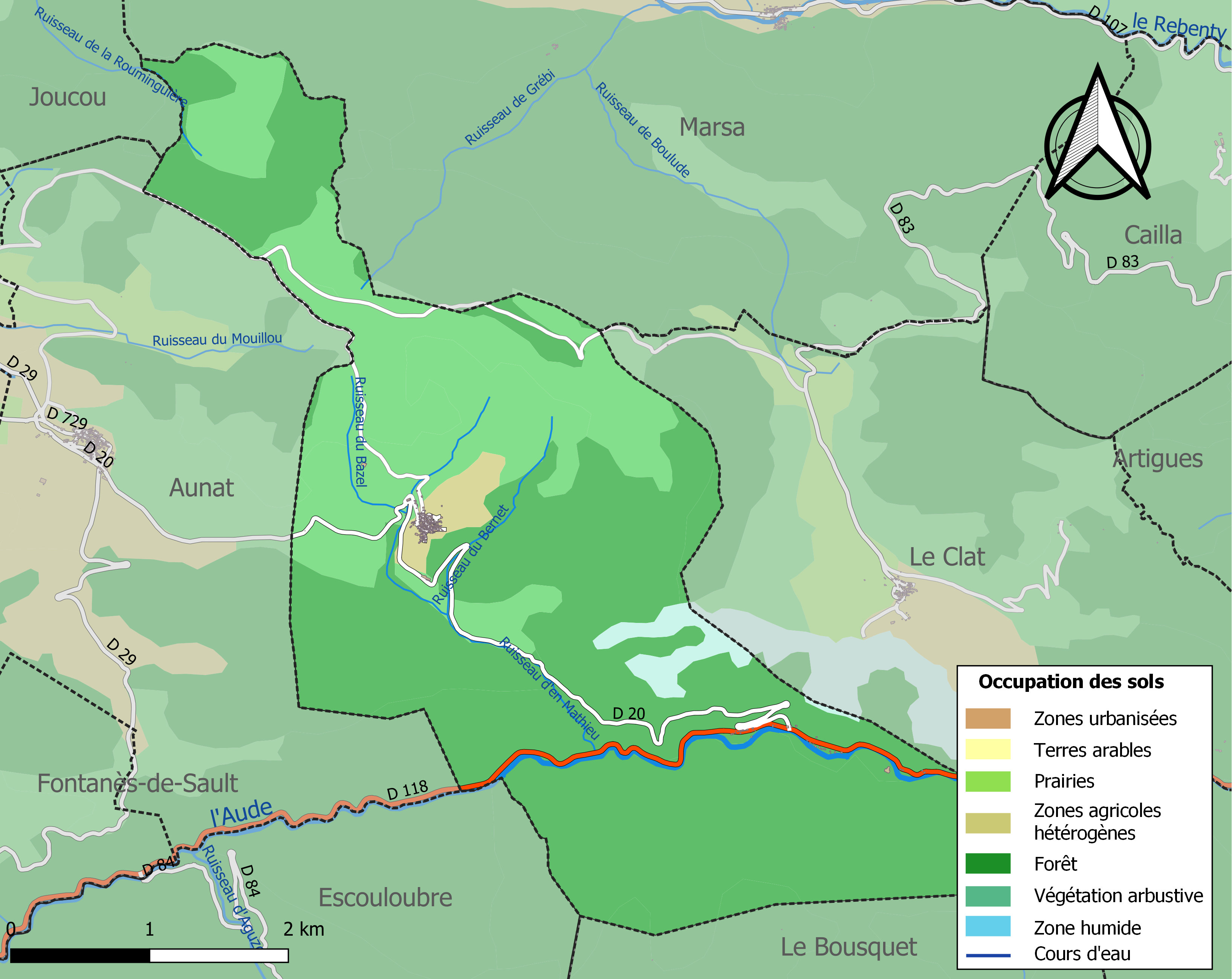
Carte des infrastructures et de l'occupation des sols de la commune en 2018 (CLC).

### Risques majeurs
Le territoire de la commune de Bessède-de-Sault est vulnérable à différents aléas naturels : météorologiques (tempête, orage, neige, grand froid, canicule ou sécheresse), mouvements de terrains et séisme (sismicité modérée). Il est également exposé à un risque technologique, la rupture d'un barrage, et à un risque particulier : le risque de radon. Un site publié par le BRGM permet d'évaluer simplement et rapidement les risques d'un bien localisé soit par son adresse soit par le numéro de sa parcelle.

#### Risques naturels

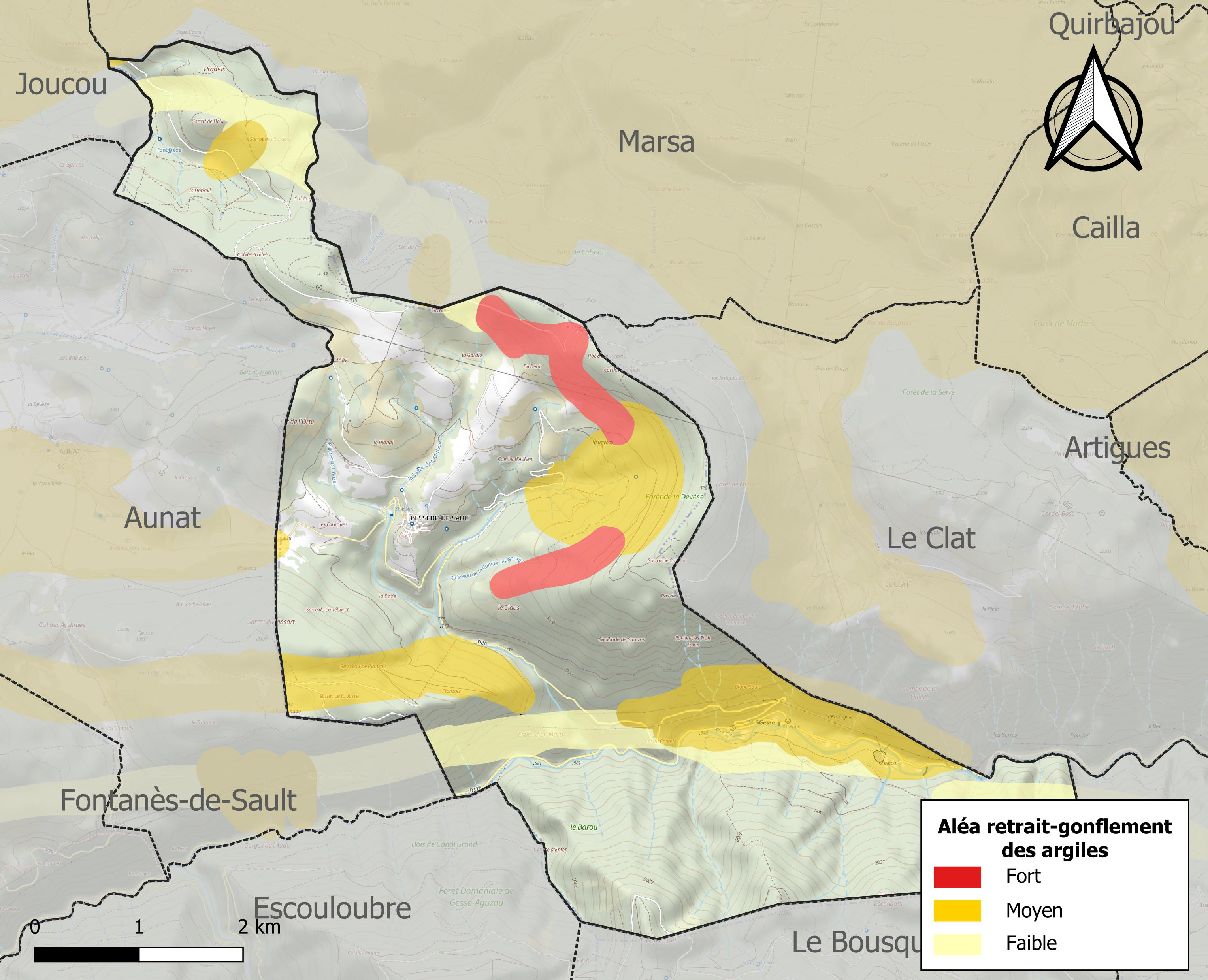
Carte des zones d'aléa retrait-gonflement des sols argileux de Bessède-de-Sault.

La commune est vulnérable au risque de mouvements de terrains constitué principalement du retrait-gonflement des sols argileux. Cet aléa est susceptible d'engendrer des dommages importants aux bâtiments en cas d’alternance de périodes de sécheresse et de pluie. 19,8 % de la superficie communale est en aléa moyen ou fort (75,2 % au niveau départemental et 48,5 % au niveau national). Sur les 141 bâtiments dénombrés sur la commune en 2019, 29 sont en aléa moyen ou fort, soit 21 %, à comparer aux 94 % au niveau départemental et 54 % au niveau national. Une cartographie de l'exposition du territoire national au retrait gonflement des sols argileux est disponible sur le site du BRGM,.

#### Risques technologiques
La commune est en outre située en aval des barrages de Matemale et de Puyvalador, deux ouvrages de classe A, situés dans le département des Pyrénées-Orientales. À ce titre elle est susceptible d’être touchée par l’onde de submersion consécutive à la rupture d'un de ces ouvrages.

#### Risque particulier
Dans plusieurs parties du territoire national, le radon, accumulé dans certains logements ou autres locaux, peut constituer une source significative d’exposition de la population aux rayonnements ionisants. Certaines communes du département sont concernées par le risque radon à un niveau plus ou moins élevé. Selon la classification de 2018, la commune de Bessède-de-Sault est classée en zone 2, à savoir zone à potentiel radon faible mais sur lesquelles des facteurs géologiques particuliers peuvent faciliter le transfert du radon vers les bâtiments.

## Toponymie
Bessède : de l'occitan beç : bouleau 	« lieu ou pousse le bouleau ».

## Politique et administration

### Découpage territorial
La commune de Bessède-de-Sault est membre de la communauté de communes des Pyrénées audoises , un établissement public de coopération intercommunale (EPCI) à fiscalité propre créé le 30 mai 2013 dont le siège est à Quillan. Ce dernier est par ailleurs membre d'autres groupements intercommunaux.
Sur le plan administratif, elle est rattachée à l'arrondissement de Limoux, à la circonscription administrative de l'État de l'Aude et à la région Occitanie.
Sur le plan électoral, elle dépend du canton de la Haute-Vallée de l'Aude pour l'élection des conseillers départementaux, depuis le redécoupage cantonal de 2014 entré en vigueur en 2015, et de la troisième circonscription de l'Aude  pour les élections législatives, depuis le dernier découpage électoral de 2010.

### Liste des maires
| Période                                  | Période   | Identité            | Étiquette | Qualité |
| ---------------------------------------- | --------- | ------------------- | --------- | ------- |
| Les données manquantes sont à compléter. |           |                     |           |         |
| mars 2001                                | mars 2014 | Émile Cocula        | PS        |         |
| mars 2014                                | août 2018 | Françoise Dureux    |           |         |
| octobre 2018                             | En cours  | Sébastien Daigneaux |           |         |

Le conseil municipal n'ayant pas voté les budgets 2017 et 2018 dans les délais prévus le préfet de l'Aude a saisi la chambre régionale des comptes. Compte tenu de cette situation et des dissensions au sein du conseil un décret du  22 août 2018 prononce la dissolution du conseil.

## Démographie
| 1793 | 1800 | 1806 | 1821 | 1831 | 1836 | 1841 | 1846 | 1851 |
| ---- | ---- | ---- | ---- | ---- | ---- | ---- | ---- | ---- |
| 375  | 425  | 441  | 441  | 371  | 506  | 471  | 481  | 478  |

| 1856 | 1861 | 1866 | 1872 | 1876 | 1881 | 1886 | 1891 | 1896 |
| ---- | ---- | ---- | ---- | ---- | ---- | ---- | ---- | ---- |
| 408  | 423  | 431  | 447  | 445  | 473  | 440  | 425  | 418  |

| 1901 | 1906 | 1911 | 1921 | 1926 | 1931 | 1936 | 1946 | 1954 |
| ---- | ---- | ---- | ---- | ---- | ---- | ---- | ---- | ---- |
| 425  | 415  | 344  | 280  | 265  | 266  | 238  | 196  | 162  |

| 1962 | 1968 | 1975 | 1982 | 1990 | 1999 | 2006 | 2007 | 2012 |
| ---- | ---- | ---- | ---- | ---- | ---- | ---- | ---- | ---- |
| 140  | 100  | 73   | 77   | 56   | 52   | 53   | 53   | 59   |

| 2017 | 2022 | - | - | - | - | - | - | - |
| ---- | ---- | - | - | - | - | - | - | - |
| 47   | 57   | - | - | - | - | - | - | - |

## Économie

### Emploi
| Division       | 2008   | 2013   | 2018   |
| -------------- | ------ | ------ | ------ |
| Commune        | 10 %   | 31 %   | 16,7 % |
| Département    | 10,2 % | 12,8 % | 12,6 % |
| France entière | 8,3 %  | 10 %   | 10 %   |

En 2018, la population âgée de 15 à 64 ans s'élève à 18 personnes, parmi lesquelles on compte 72,2 % d'actifs (55,6 % ayant un emploi et 16,7 % de chômeurs) et 27,8 % d'inactifs,. En  2018, le taux de chômage communal (au sens du recensement) des 15-64 ans est supérieur à celui de la France et du département, alors qu'il était inférieur à celui du département en 2008.
La commune est hors attraction des villes,. Elle compte 7 emplois en 2018, contre 5 en 2013 et 7 en 2008. Le nombre d'actifs ayant un emploi résidant dans la commune est de 11, soit un indicateur de concentration d'emploi de 63,7 % et un taux d'activité parmi les 15 ans ou plus de 34,1 %.
Sur ces 11 actifs de 15 ans ou plus ayant un emploi, 6 travaillent dans la commune, soit 55 % des habitants. Pour se rendre au travail, 81,8 % des habitants utilisent un véhicule personnel ou de fonction à quatre roues, 18,2 % s'y rendent en deux-roues, à vélo ou à pied et.

### Activités hors agriculture
Trois établissements sont implantés  à Bessède-de-Sault au 31 décembre 2019. Le secteur des activités spécialisées, scientifiques et techniques et des activités de services administratifs et de soutien est prépondérant sur la commune puisqu'il représente 33,3 % du nombre total d'établissements de la commune (1 sur les 3 entreprises implantées  à Bessède-de-Sault), contre 13,3 % au niveau départemental.

### Agriculture
|                                   | 1988 | 2000 | 2010 |
| --------------------------------- | ---- | ---- | ---- |
| Exploitations                     | 6    | 2    | 2    |
| Superficie agricole utilisée (ha) | 166  | 329  | 222  |

La commune fait partie de la petite région agricole dénommée « Pays de Sault ». En 2010, l'orientation technico-économique de l'agriculture  sur la commune est l'élevage d'ovins et de caprins. Deux exploitations agricoles ayant leur siège dans la commune sont dénombrées lors du recensement agricole de 2010 (six en 1988). La superficie agricole utilisée est de 222 ha.

## Culture locale et patrimoine

### Lieux et monuments

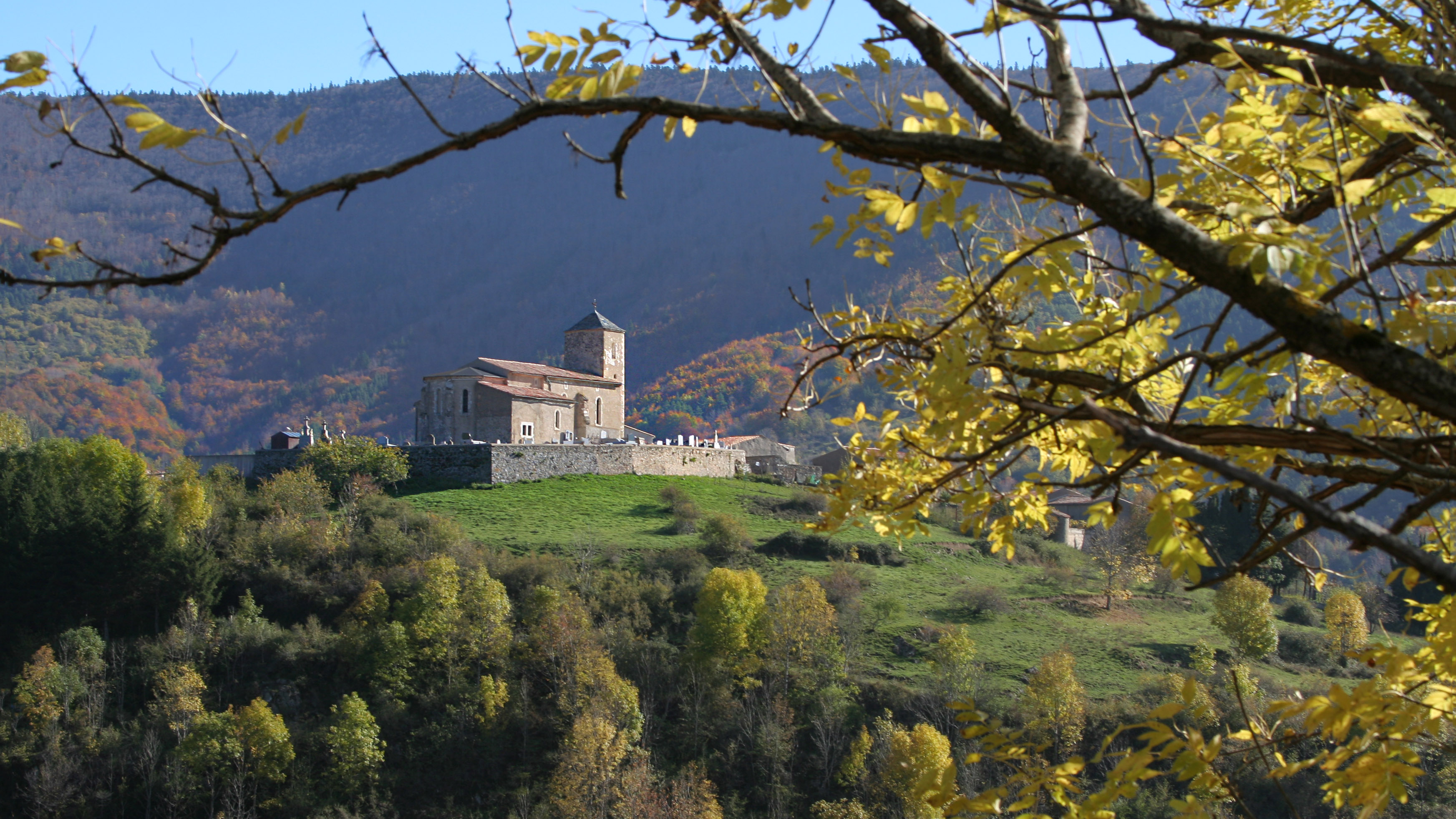
Eglise Saint-Bathélemy.

- Le col Notre-Dame (958 m) à l'ouest du village en limite de la commune sur la RD 20 sera emprunté par la 14e étape du Tour de France 2021 sans cependant présenter un intérêt dans ce sens pour le classement de la montagne.
- Le col de Dent (1232 m) au nord-est du village, ascension appréciée des cyclistes.
- Église Saint-Barthélemy de Bessède-de-Sault.
- Chapelle Notre-Dame-de-Bessède de Bessède-de-Sault.
- Le hameau et l'ancien château de Gesse.

### Héraldique
| Bessède-de-Sault | Son blasonnement est : D'azur à un fer de moulin d'or. |